# Eteona eupolis
Eteona eupolis är en fjärilsart som beskrevs av William Chapman Hewitson 1864. Eteona eupolis ingår i släktet Eteona och familjen praktfjärilar. Inga underarter finns listade i Catalogue of Life.